# Tipula (Vestiplex) inaequifurca
Tipula (Vestiplex) inaequifurca is een tweevleugelige uit de familie langpootmuggen (Tipulidae). De soort komt voor in het Oriëntaals gebied.